# NGC 4304
NGC 4304 é uma galáxia espiral barrada (SBbc) localizada na direcção da constelação de Hydra. Possui uma declinação de -33° 29' 05" e uma ascensão recta de 12 horas, 22 minutos e 12,7 segundos.
A galáxia NGC 4304 foi descoberta em 28 de Abril de 1834 por John Herschel.